# Gríms saga loðinkinna

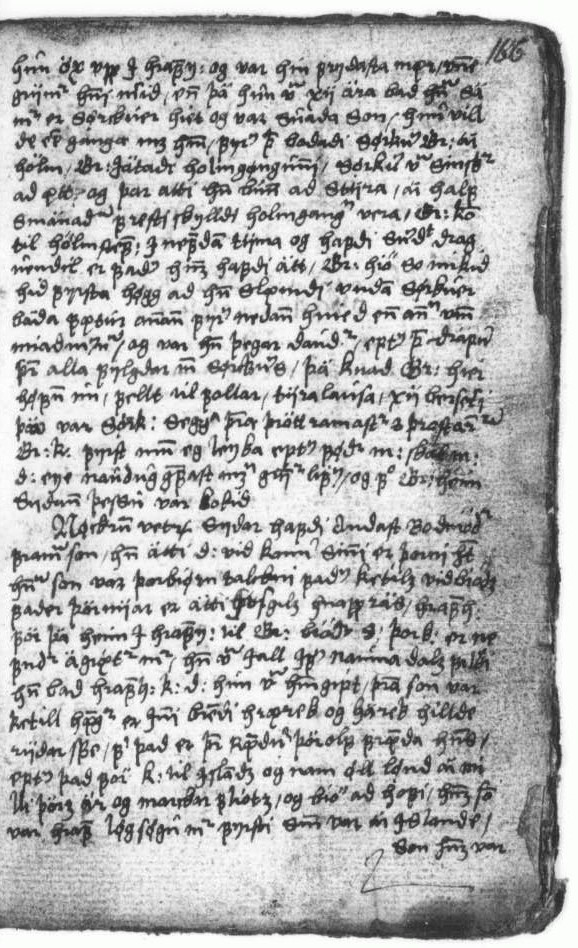
courte saga légendaire

La Gríms saga loðinkinna (« Saga de Grímr à la joue poilue ») est une courte saga légendaire datant du XIVe siècle. Kurt Schier la range dans le sous-groupe des sagas de vikings (Wikingersagas), tout en indiquant qu'elle possède aussi certaines caractéristiques des sagas d'aventures (Abenteuersagas). Mettant en scène Grímr loðinkinni (ainsi nommé car, depuis sa naissance, l'une de ses joues était couverte de poils), fils de Ketill hœngr et père d'Örvar-Oddr, la Gríms saga loðinkinna est l'une des quatre Hrafnistumannasögur. 
Grímr vivait à la ferme de Hrafnista, dans le Hálogaland. Il obtint la main de Lofthæna, la fille née du premier mariage de Haraldr, un chef du Vík. Haraldr avait ensuite épousé une femme originaire du Finnmörk, Grímhildr, qui détestait sa belle-fille. Sept jours avant la noce, Lofthæna disparut, et Grímr rentra chez lui. Une famine survint et Grímr alla pêcher dans le Finnmörk accompagné de deux hommes. Alors qu'ils passaient la nuit dans une baie, une tempête glacial se leva. Le lendemain, le vent était tombé, et ils ne purent repartir. La nuit suivante, Grímr entendit des voix à proximité de leur abri. Il prit sa hache et ses flèches nommées Gusisnautar et sortit. Il vit deux géantes (tröllkonur) qui tiraient sur le bateau, menaçant de le détruire. Elles lui apprirent qu'elles se nommaient Feima et Kleima, filles de Hrímnir, et que c'était ce dernier qui avait provoqué la tempête. Grímr tua d'abord Kleima d'une flèche, puis frappa Feima de sa hache. La géante se réfugia dans une grotte creusée dans une falaise, où elle mourut. Grímr parvint à la suivre et, au terme d'une lutte féroce, il tua les parents des géantes, Hrímnir et Hyrja.
Le lendemain, Grímr et ses compagnons trouvèrent une baleine échouée sur le rivage. Ils la débitaient quand douze hommes arrivèrent. Leur chef, Hreiðarr, prétendit que le cétacé lui revenait. Un combat s'ensuivit. Tous furent tués sauf Grímr, grièvement blessé. Une femme d'apparence monstrueuse survint alors. Elle dit se nommer Geirríðr Gandvíkrekkja, et demanda à Grímr s'il voulait qu'elle lui sauve la vie. Malgré sa laideur, il accepta. Elle l'emmena dans une grotte, où elle lui demanda de l'embrasser s'il voulait qu'elle le soigne. Il finit par s'y résoudre. Le soir, elle voulut dormir dans son lit, et il accepta avec beaucoup de réticence. Elle guérit alors ses blessures. Le lendemain matin, en se réveillant, il vit une très belle femme à ses côtés, et reconnut Lofthæna. Elle lui expliqua que sa belle-mère, la sœur de Hrímnir, lui avait jeté un sort, dont il l'avait délivrée en répondant favorablement à ses exigences.  
Ils revinrent à Hrafnista. Grímr fit tuer Grímhildr et épousa Lofthæna. Ils eurent une fille nommée Brynhildr. Quand elle eut douze ans, un homme nommé Sörkvir la demanda en mariage. Mais Brynhildr s'y opposa, et Sörkvir provoqua Grímr en duel. Le combat, qui eut lieu sur une île, opposa Grímr et ses compagnons à Sörkvir, venu avec onze berserkir. Avec son épée Dragvendill, Grímr tua Sörkvir en lui tranchant les deux jambes. Tous ses adversaires périrent.        
La saga évoque ensuite les descendants de Grímr, en relatant des épisodes de la vie de certains d'entre eux. Grímr et Lofthæna eurent finalement un fils, Oddr, qui fut surnommé Örvar-Oddr. Grímr mourut de vieillesse.